# 小欧塞奇河
小欧塞奇河（英語：Little Osage River）是欧塞奇河的一条支流，长约142公里，位于美国堪薩斯州东部和密蘇里州西部。通过欧塞奇河注入密苏里河，最终注入密西西比河。